# Río Sultánovskaya
El río Sultánovaskya (en ruso: Султановская) es un río del Cáucaso septentrional en el raión de Jabez de la república de Karacháyevo-Cherkesia del sur de Rusia. Es un afluente por la derecha del río Mali Zelenchuk.

## Curso
El río nace en las alturas al este de Bavuko y al oeste de Druzhba, que separan sus aguas de las del valle del Kubán. Su curso discurre por 7.4 km por un valle poco pronunciado en dirección predominantemente noroeste hasta la desembocadura en la orilla derecha del Mali Zelenchuk  antes de que este llegue a Abazakt.